# Флора Білорусі
Флора Білорусі — сукупність видів рослин, розповсюджених у Білорусі. Формувалася протягом довгого часу під дією багатьох факторів, і перш за все зміни клімату у четвертинний період. Рослинний світ Білорусі охоплює до 11,5 тис. видів,   Стор. 14-16.     Стор. 89.   з них вищих (квіткових) рослин до 2,1 тис., нижчих (водоростей, мохів, лишайників) до 9,4 тис. Судинних рослин 1638 видів, з них трав'яних близько 1500. Росте 107 дикорослих аборигенних видів деревних рослин, з них 28 — дерева, інші — чагарники, напівчагарники і чагарнички. Багато господарських корисних видів — продовольчих, кормових, технічних, лікарських, декоративних. Серед судинних рослин збереглося понад 130 реліктових видів (8 % видового складу флори).   Стор. 14-16.   Нараховується 430 мохоподібних, 467 лишайників, 2232 водоростей, до 7000 грибів. Різноманіття рослинних угруповань представлено 29 класами, 50 порядками, 78 союзами й 233 асоціаціями.
Сучасний природний рослинний покров Білорусі займає 65,9 % території країни і представлений поєднанням лісової (36 %, 7,4 млн га), лукової (16 % або 3,3 млн га), болотистої (11 % або 2,8 млн га) і чагарникової (3 % або 0,6 млн га) рослинності.   Стор. 14-16.   Станом на 2000 рік площі природних і змінених людиною екосистем знаходилися у співвідношенні 55 %: 45 %.   Стор. 55.  

## Лісова рослинність

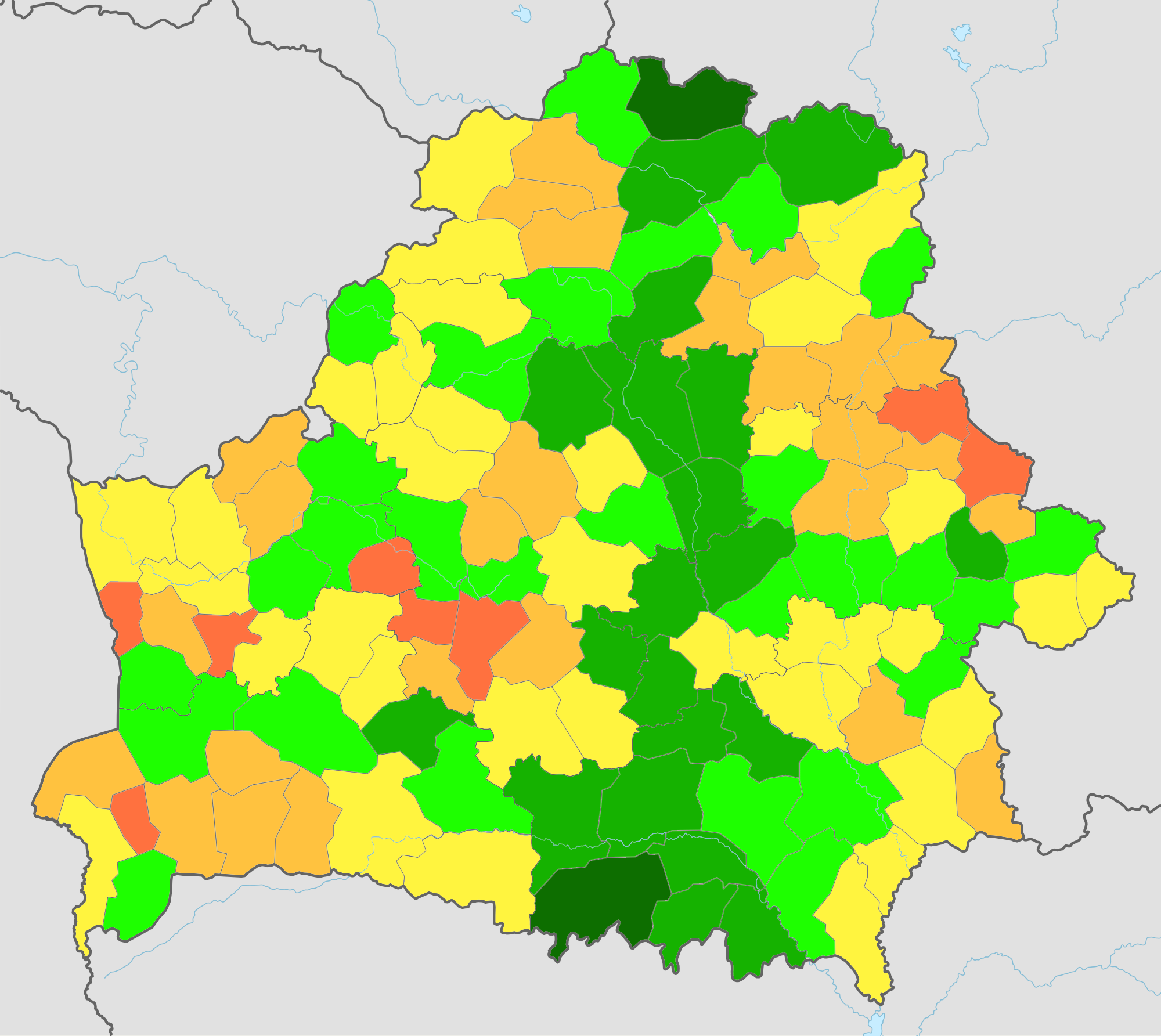
Частка площі районів Білорусі, зайнята лісами.
понад 60%
50—60%
40—50%
30—40%
20—30%
менш за 20%

Лісами вкрито понад 36 % території Білорусі (понад 7,4 млн га). В лісовому покрові домінують хвойні (соснові, ялинові), які займають 65 % лісових площ, твердолистні (граб, дуб, ясен, клен) зайнято 4 %, м'яколистнними (береза, осика, вільха та ін.) — 31 %. Доля лісів з перевагою листяних порід (березові — 12,1 %, вільхові — 7,9 % та ін.) збільшується з півночі на південь. Площа спілих лісів становить 4,7 %, приспіваючих — близько 14,2 %.   Стор. 14-16.  
Одним з унікальних лісових масивів Білорусі є Біловезька пуща (площа близько 88тис. га, 1999), об'явлена 1992 року об'єктом світової й культурної спадщини. У складі флори пущі близько 840 видів вищих рослин, понад 200 — мохоподібних, 260 — лишайників, 160 — грибів. Вік дерев сягає 120—200 років і більше (до 350—500 років).   Стор. 16.  
Загальний запас деревини на корню становить 1,1 млрд м³, щорічний середній приріст — 25 млн м³, запас деревини спілих насаджень — 75 млн м³.   Стор. 70-71.   Основна частина лісів (77,6 %) знаходиться у віданні Міністерства лісового господарства, колгоспам і радгоспам належить 10,9 %, 5,2 % знаходяться на охоронних територіях, інші відомства володіють 6,3 % лісового фонду.   Стор. 54.  

## Лугова рослинність
Луки займають 15,8 % території Білорусі (3,3 млн га).

## Чагарникова рослинність
Чагарники представлені переважно вологолюбивими видами, що займають 52,5 % їхньої загальної площі. Серед вологолюбивих в основному це верболіз (у низовині, на болотах і заболочених землях). 13,3 % чагарників це види, що надають перевагу помірному рівню зволоження і зростають у заплавах річок. Види, що характерні для сухих місць життя займають 32,2 % площі чагарників, це переважно ялівці.   Стор. 15.  
Дикорослих лікарських рослин у Білорусі 266 видів, з них у науковій й народній медицині використовується 190 видів і 76 видів — тільки у народній. У лісах Білорусі заготовлюється понад 60 видів лікарсько-технічних рослин (300 т на рік), що становить близько 1 % їхніх ресурсів.   Стор. 15.  
Флора країни налічує 440 дикорослих видів медоносних рослин.
У ХХ ст. у Білорусі помічається природна тенденція до зниження вологості середовища, що посилюється антропогенною дією (осушування боліт і заболочених земель), що призводить до деградації популяцій більш вологолюбних рослин, а в результаті цього — до переваги рослин, характерних для сухих місць життя, разом з збіднінням рослинного покрову, наданню йому так би мовити «південних» екологічних рис (застепніння).   Стор. 55.  

## Історія дослідження
Перші флористичні дослідження на території Білорусі відносяться до кінця XVIII ст. 1773 року спеціальна ботанічна комісія Петербурзької академії наук під головуванням академіка І. І. Лепьохіна досліджувала територію сучасних Білорусі і Прибалтики. Матеріали рукописних звітів І. Лепьохіна довгий час були невідомими й вважалися втраченими. Їх було видано у 1932—1933 роках В. П. Тарановичем. В них був список 433 видів рослин, зібраних у околицях міста Вітебська одним з учасників експедиції. Майже в цей самий час французький лікар і ботанік Ж. Е. Жіліберт активно досліджував флору Литви. Результатом цього дослідження стала п'ятитомна праця «Flora Lithuanica inchoata» (1781—1782), що в значній мірі відображала склад флори Білорусі. Гербарна колекція, зібрана Жілібером зберігається в основному у Інституті ботаніки НАН України, частково — у Польщі.
1791 року Б. С. Юндзілл видав книжку всіх відомих йому рослин ВКЛ, куди ввійшли й описи рослин Білорусі. Опис різних рослин можна побачити у працях різних авторів кінця 18- початку 19 століть. Пізніше В. Г. Бессер склав найбільш повні на той час списки рослин Волині, Поділля, Литви (в тому числі Білорусі) і зібрав гербарій. Його гербарій зберігається в Інституті ботаніки НАН України. Протягом всього XIX століття з'являлися численні праці про рослини Білорусі, в яких містилися описи сотень видів.
Початок 20 століття позначився виданням найповнішого зведення з флори Білорусі «Флора Білорусі й Прилеглих місцевостей» (рос. «Флора Полесья и Прилежащих местностей») (1897, 1899, 1900), складеної Й. К. Пачоським. Його зміст охоплює майже всю Білорусь, окрім північної частини — Вітебщини. Ця книжка була використана при написанні іншої великої праці — п'ятитомного видання «Флори БССР» (1949—1959) і не втратила свого значення дотепер. Воно стало на той час найбільшим в історії Білорусі зведенням.
Починаючи з 2011 року почалося видання 10-ти томної «Флори Білорусі» (російською мовою). Вона має стати найповнішим зведенням знань з флори Білорусі. На 2012 рік видано 2 томи.

## Охорона
Станом на 2000 рік у Білорусі на національному рівні охоронялося 214 видів рослин, з них 171 вид вищих і 43 види нижчих, що перебували під загрозою зникнення й занесених у 2-е видання Червоної книги Білорусі (1993 рік).   Стор. 55.   У 3-му виданні Червоної книги Республіки Білорусь (2006 рік) перелік рослин і грибів, що підлягають охороні, розширено на 60 видів відносно до 2-го видання. Кількість видів судинних рослин збільшено до 173 (було 156; виключено 24 й додано 41 новий вид), мохоподібних — до 27 видів (було 15, додано 12), водоростей — до 21 виду (було 9, додано 12, лишайників — до 24 видів (було 17, виключено 4, додано 11), грибів — до 29 видів (було 17, виключено 3, додано 15). Загалом виключено 31 й додано 91 новий вид.

## Використання
Як харчові можуть використовуватися близько 400 дикорослих видів рослин, технічних — понад 300, лікарських — 900. Запаси природної рослинної сировини перевищують 1 млн т. Природні рослинні ресурси мають значний економічний потенціал. Є значні резерви зростання об'ємів і асортименту заготівель лікарської й технічної рослинної сировини, харчових рослин.   Стор. 89.  